# Martin Fillo
Martin Fillo (* 7. Februar 1986 in Planá) ist ein tschechischer Fußballspieler.

## Karriere
Fillo begann mit dem Fußballspielen beim Pilsener Verein Sokol Košutka. Im Alter von acht Jahren wechselte er zum SK Pilsen 1894, 1996 wurde er vom größten Klub der Stadt, dem FC Viktoria Pilsen verpflichtet. Dort durchlief er die Jugendmannschaften und wurde Anfang 2004 in den Profikader aufgenommen. In der Gambrinus Liga debütierte der Stürmer im Alter von 18 Jahren am 15. März 2004 beim 1:2 gegen Baník Ostrava. Schon bei seinem zweiten Einsatz neun Tage später schoss er sein erstes Tor im Profibereich. Fortan hatte er einen Stammplatz sicher. Den Abstieg seiner Mannschaft konnte Fillo jedoch nicht verhindern. In der Saison 2004/05 erzielte er in 25 Zweitligaspielen fünf Tore und trug so zum sofortigen Wiederaufstieg seines Vereins bei. Sowohl in der Saison 2005/06 und 2006/07 zählte er zu den besten Offensivspielern seines Teams und wurde in die tschechische U21-Nationalmannschaft berufen.
Im Dezember 2007 unterschrieb er einen Fünfjahresvertrag beim norwegischen Spitzenklub Viking Stavanger. Die Ablösesumme lag laut norwegischen Medien bei 10 Millionen norwegischer Kronen, etwa 1,3 Millionen Euro, in tschechischen Medien war von knapp zwei Millionen Euro die Rede. In seiner ersten Saison in Stavanger schoss der Angreifer sechs Tore in 24 Ligaspielen. Nach drei Spieljahren in Norwegen kehrte Fillo Anfang 2011 nach Pilsen zurück. Am 28. Januar 2012 wurde er von FC Viktoria Pilsen an den Ligarivalen FK Mladá Boleslav verliehen.